# 謝爾比維爾 (密蘇里州)
謝爾比維爾（英語：Shelbyville）是位於美國密蘇里州謝爾比縣的城市。同時該地也是謝爾比縣的縣治。

## 人口
根據2020年美國人口普查的數據，謝爾比維爾的面積為2.12平方千米，當中陸地面積為2.01平方千米，而水域面積為0.11平方千米。當地共有人口518人，而人口密度為每平方千米244人。